# Municipio de Swannanoa
El municipio de Swannanoa (en inglés: Swannanoa Township) es un municipio ubicado en el  condado de Buncombe en el estado estadounidense de Carolina del Norte. En el año 2010 tenía una población de 15.551 habitantes.

## Geografía
El municipio de Swannanoa se encuentra ubicado en las coordenadas 35°36′10.41″N 82°26′13.44″O / 35.6028917, -82.4370667.